# Parròquia de Rucava
La Parròquia de Rucava (en letó: Rucavas pagasts) és una unitat administrativa del municipi de Rucava, al sud de Letònia. Abans de la reforma territorial administrativa de l'any 2009 pertanyia al raion de Liepaja.

## Pobles, viles i assentaments
| - Bajāriņciems - Ģeistauti - Jūči - Ķāķišķe - Katuži - Kliņķi |  | - Līkuma ciems - Nida - Palaipe - Pape - Papes Ķoņuciems - Papes Priediengals |  | - Peši - Pirkuļi - Rucava - Rucavas muiža - Sviļu ciems |  |

## Rius i afluentes
- Canal de Papes
- Līgupe
- Kliņķupīte
- Vārnupe
- Paurupe
- Sventāja

## Llacs
- Llac Papes

## Pantans
- Ķirbas
- Nidas
- Papes